# Dunkles Halmeulchen
Das Dunkle Halmeulchen (Oligia latruncula), auch als Bergheiden-Graseulchen bezeichnet, ist ein Schmetterling (Nachtfalter) aus der Familie der Eulenfalter (Noctuidae).

## Merkmale

### Falter
Mit einer Flügelspannweite der Falter von 21 bis 28 Millimetern zählt die Art zu den kleineren Eulenfalterarten. Die Vorderflügelfärbung variiert stark. Es kommen graubraun gefärbte Exemplare ebenso vor wie Tiere mit dunkelbrauner bis fast einfarbig schwärzlicher Tönung. Die Makel heben sich vom Untergrund nur undeutlich ab. Das Mittelfeld schimmert zuweilen rotbraun. Die äußere Querlinie ist nur schwach und gleichmäßig nach innen gebogen. Die Hinterflügel sind zeichnungslos graubraun.

### Ähnliche Arten
- Die sehr ähnlichen dunklen Formen des Bunten Halmeulchens (Oligia versicolor), des Striegel-Halmeulchens (Oligia strigilis) sowie von Oligia dubia erscheinen im Durchschnitt in größeren Exemplaren.
- Das Moorwiesen-Halmeulchen (Oligia fasciuncula) zeigt überwiegend rötliche Färbungen.

Um bei der Bestimmung Zweifel auszuschließen, sollte eine genitalmorphologische Untersuchung durchgeführt werden.

## Geographische Verbreitung und Vorkommen
Das Dunkle Halmeulchen ist von Nordschottland und Mittelfennoskandinavien im Norden sowie südwärts durch Europa bis Zentralspanien, Sizilien und Griechenland verbreitet. Im Osten reicht die Verbreitung bis Vorderasien. In den Alpen ist es noch in einer Höhe von 2000 Metern anzutreffen. Es bewohnt bevorzugt trockene Regionen. Diese beinhalten beispielsweise Waldgebiete, Heiden, Grasland sowie Gärten und Parkanlagen.

## Lebensweise
Die dämmerungs- und nachtaktiven Falter fliegen in den Monaten Mai bis August in einer Generation und besuchen künstliche Lichtquellen sowie Köder. Die Raupen können ab September und nach der Überwinterung im darauf folgenden Jahr bis Mai gefunden werden. Sie ernähren sich von Süßgras- (Poaceae) und Knäuelgrasarten (Dactylis). Die Art überwintert als Raupe.

## Gefährdung
In Deutschland ist das Dunkle Halmeulchen verbreitet, gebietsweise nicht selten und wird deshalb auf der Roten Liste gefährdeter Arten als nicht gefährdet geführt.